# Maximen und Reflexionen

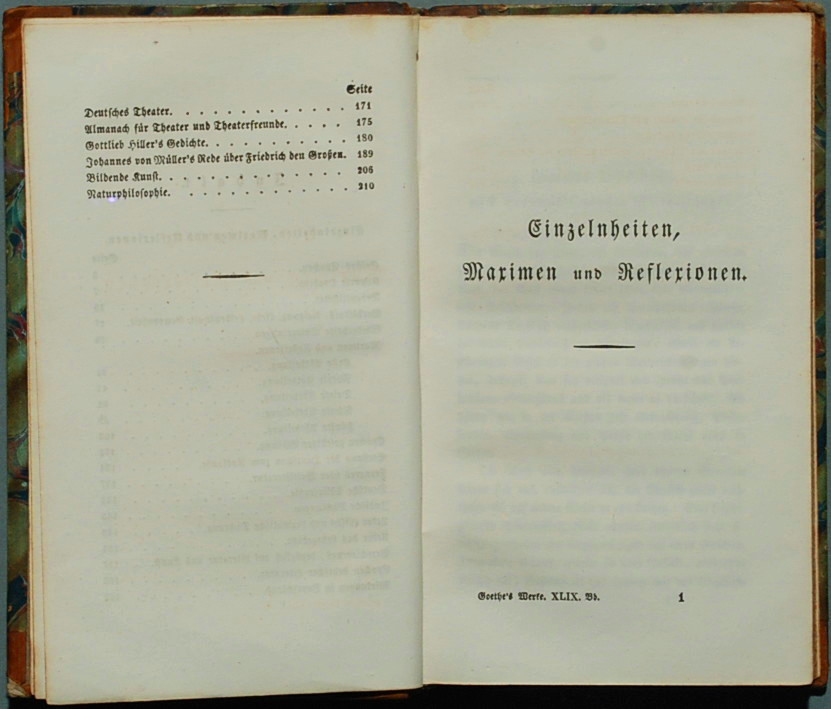
Einzelnheiten, Maximen und Reflexionen: Titelblatt der ersten Zusammenstellung

Maximen und Reflexionen ist eine Spruchsammlung des Dichters Johann Wolfgang von Goethe, die posthum 1833 von Johann Peter Eckermann und Friedrich Wilhelm Riemer in der Ausgabe letzter Hand Goethes bei der Cotta’schen Buchhandlung erschien. 1840 wurde die Sammlung nochmals von Eckermann und Riemer erweitert und unter dem Titel Sprüche in Prosa herausgegeben. Allerdings hat sich dieser Titel gegenüber Maximen und Reflexionen  nicht durchgesetzt.
Die Sammlung stellt Lebensweisheiten in Form von Aphorismen, Sentenzen, Aperçus, Pointen, Reflexionen, Gleichnissen und Zitaten oder Redewendungen dar.

## Editionsgeschichte und Gliederungen der „Maximen“
In der Münchner Ausgabe wird die Ausgangssituation in einem Satz zusammengefasst: „Ein Goethesches Werk Maximen und Reflexionen gibt es nicht.“ Goethe hat mehrfach kleinere Sammlungen von Prosa-Sprüchen in andere Werke aufgenommen. Zudem hat er bündelweise Notizen von eigenen Gedanken und Lesefrüchten hinterlassen. Schließlich berichtet Eckermann in seinen Gesprächen mit Goethe von dessen Auftrag an ihn: „Es bleibt jetzt weiter nichts, als daß Sie bei Herausgabe meines Nachlasses diese einzelnen Sachen dahin stellen, wohin sie gehören.“ Die Herausgeber des Werks sind mit dieser Ausgangssituation in unterschiedlicher Weise umgegangen und die publizierten Ausgaben weichen demgemäß oft stark voneinander ab.
Die Erstausgabe (1833) enthält rund 600 Sprüche. Die Zwischenüberschriften („Erste Abtheilung“ usw.) geben kein Ordnungsprinzip zu erkennen. Zumindest teilweise orientieren sich die Abschnitte und die Anordnung an den zu Goethes Lebzeiten publizierten Teilsammlungen. In der auf 1058 Sprüche erweiterten Ausgabe von 1840 folgen auf sieben „Abtheilungen“ weitere Abschnitte mit thematischen Überschriften. Die Herausgeber der Weimarer Ausgabe verstanden Goethes von Eckermann überlieferten Auftrag als weitreichende Ermächtigung, teilten die Sprüche nach inhaltlichen Kriterien auf und verteilten sie auf zehn Bände der Ausgabe.
Mit der Ausgabe von 1907 wurde der seither etablierte Umfang von etwa 1400 Sprüchen erreicht. Max Hecker wandte sich darin wieder von der Aufsplitterung in der Weimarer Ausgabe ab. Er behielt die von Goethe selbst zusammengestellten und zum Druck gebrachten Gruppen bei und schloss die Sprüche aus dem Nachlass in einem zweiten Teil daran an. Dieser Umfang (mit etwas über 1400 Sprüchen) und diese Gliederung wurden in mehreren Ausgaben des Insel-Verlags, in der Berliner (BA) und in der Münchner Ausgabe (MA) – ggf. mit kleineren Varianten und Erweiterungen – beibehalten. Ausgaben, die darüber hinaus auch die von Hecker eingeführte Nummerierung übernehmen, sind dadurch einfach nebeneinander benutzbar.
- Aus Wilhelm Meisters Lehrjahre: Lehrbrief (ohne Nr., nicht bei Hecker, nur in MA)
- Aus den Wahlverwandtschaften 1809 (Nr. 1–57)
- Aus der Farbenlehre 1810 (Nr. I–XVI, nicht bei Hecker, nur in BA und MA)
- Aus Kunst und Altertum 1818–1827 (nach acht Heften untergliedert, Nr. 58–390)
- Aus den Heften zur Morphologie (...) 1822 (Nr. 391–418)
- Aus den Heften zur Naturwissenschaft (...) 1823 (Nr. 419–440)
- Aus Wilhelm Meisters Wanderjahre(n) 1829
  - Betrachtungen im Sinne der Wanderer (Nr. 441–616)
  - Aus Makariens Archiv (Nr. 617–798)
- Aus dem Nachlaß
  - Über Literatur und Leben (Nr. 799–1063)
  - Über Kunst und Kunstgeschichte (Nr. 1064–1134)
  - Über Natur und Naturwissenschaft (Nr. 1135–1302)
  - Skizziertes. Zweifelhaftes. Unvollständiges (Nr. 1303–1404)
  - Nachlese aus dem Nachlaß (Nr. 1405–1413 bzw. Nr. 1405–1417 in BA)

In der Ausgabe von Helmut Koopmann (2006) wurde dieses Goethe-philologische Gliederungskonzept wieder aufgegeben und durch eine thematische Gruppierung in acht Kapitel (in der Art einer Zitatensammlung) ersetzt: Gott und Natur – Religion und Christentum – Gesellschaft und Geschichte – Denken und Tun – Erkenntnis und Wissenschaft – Kunst und Literatur – Literatur und Sprache – Erfahrung und Leben.

## Ausgaben (Auswahl)
- Johann Wolfgang Goethe: Maximen und Reflexionen. In fünf Abtheilungen. In: Goethe’s Werke. Vollständige Ausgabe letzter Hand. Unter des durchlauchtigsten deutschen Bundes schützenden Privilegien. Band 49. J. G. Cotta’sche Buchhandlung, Stuttgart/Tübingen 1833, S. 21–131 (bsb-muenchen.de – Ungefähr 600 Sprüche. – Oktav-Ausgabe der Erstausgabe. Die Bayerische Staatsbibliothek bietet vier Digitalisate verschiedener Versionen an (Oktav-Ausgabe, Duodez-Ausgabe).).
- Johann Wolfgang Goethe: Sprüche in Prosa. In: Goethe’s sämmtliche Werke in vierzig Bänden. Vollständige, neugeordnete Ausgabe. Unter des durchlauchtigsten deutschen Bundes schützenden Privilegien. Band 3. J. G. Cotta’scher Verlag, Stuttgart/Tübingen 1840, S. 149–332, urn:nbn:de:bvb:12-bsb11260041-9 (Ca. 1058 Sprüche).
- Johann Wolfgang Goethe: Maximen und Reflexionen. Nach den Handschriften des Goethe- und Schiller-Archivs herausgegeben von Max Hecker (= Erich Schmidt, Bernhard Suphan [Hrsg.]: Schriften der Goethe-Gesellschaft. Band 21). Verlag der Goethe-Gesellschaft, Weimar 1907, DNB 579989038 (archive.org – 1413 Sprüche, die Numerierung dieser Ausgabe wurde u. a. in der Berliner und der Münchner Ausgabe übernommen).
- Johann Wolfgang Goethe: Maximen und Reflexionen. In: Siegfried Seidel (Hrsg.): Berliner Ausgabe. 2. Auflage. Band 18. Aufbau-Verlag, Berlin/Weimar 1984, S. 473–686, 920–1045 (zeno.org – 1417 Sprüche in der Anordnung der Ausgabe von Max Hecker, 1907, plus 16 Ergänzungen aus der Farbenlehre. Die Online-Version enthält nicht die Nummerierung und nicht den umfangreichen Kommentarteil.).
- Johann Wolfgang Goethe: Maximen und Reflexionen. In: Karl Richter u. a. (Hrsg.): Sämtliche Werke nach Epochen seines Schaffens. Münchner Ausgabe. Band 17. Carl Hanser Verlag, München/Wien 1991, S. 715–953, 1218–1318, 1344–1345 (1413 Sprüche in der Anordnung der Ausgabe von Max Hecker, 1907, plus 16 Ergänzungen aus der Farbenlehre).
- Johann Wolfgang Goethe: Maximen und Reflexionen. Herausgegeben und mit einem Nachwort von Helmut Koopmann (= Kleine Bibliothek der Weltweisheiten. Band 14). Deutscher Taschenbuch Verlag und Verlag C. H. Beck, München 2006, ISBN 978-3-423-34378-7 (1390 Sprüche).